# Ernst Heinrich Lange
Ernst Heinrich Kurt Lange (* 27. Oktober 1876 in Schlawa, Kreis Freystadt i. Niederschles., Provinz Schlesien; † 15. September 1952 in der Walkmühle bei Eisenberg in Thüringen) war ein deutscher Unternehmer und Verleger. Gemeinsam mit Paul Meuche war er geschäftsführender Gesellschafter des Leipziger Verlagshauses Lange & Meuche.

## Leben
Ernst Heinrich Lange war ein Sohn des Gasthausbesitzers, Likörfabrikanten und Landwirts Heinrich Carl Erdmann Lange (1843–1890) und seiner Frau Maria Pauline (1850–1928) aus Schlawa. Er war mit Milda Luise Erler (* 15. September 1886 in Leipzig; † Mitte der 1950er Jahre in Leipzig) verheiratet. Aus der Ehe entstammen die beiden Töchter Ruth Lange (1912–2002) und Edith Lange (1916–1994). Sein jüngerer Bruder war der Kommunalpolitiker Georg Lange (1883–1964), ein Cousin war der Mediziner Georg Hauffe (1872–1936).
Ernst Lange war seit 1905 Mitglied im Börsenverein der Deutschen Buchhändler. Am 16. Februar 1931 hat ihn der Gesandte von El Salvador zum Wahlkonsul in Leipzig ernannt. Unter dem 29. September 1931 wurde ihm vom Deutschen Reich die Exequatur erteilt. Das aufgrund einer bedeutenden Erweiterung der wirtschaftlichen Beziehungen in Leipzig (Elisenstraße 15) neu errichtete salvadorenische Konsulat war zuständig für die Kreishauptmannschaften Leipzig, Chemnitz und Zwickau. Auf politische Aufforderung der Reichsregierung hat Lange das Wahlkonsulat im März 1941 niederlegen müssen. Daraufhin ist die Exequatur am 22. März 1941 erloschen.
Die ältere Tochter Ruth Lange heiratete am 21. April 1933 den tschechischen Verlagsbuchhändler Ferdinand Schroll (* 4. Oktober 1900 in Saaz). Schroll bekam 1934 in einigen Verlagen Prokura und entwickelte eigene Verlagsbereiche. Die Familie Schroll zog 1949 nach Stuttgart.
Im Jahr 1930 kaufte Ernst Lange die im touristisch beliebten Eisenberger Mühltal in Thüringen gelegene Walkmühle einschließlich einiger Hektar Wald und verbrachte dort die zur Erholung notwendige Freizeit. Nach 1945 war die Walkmühle private Anlaufstation der weiteren Familie, später war sie bis 1990 ein Erholungsheim des FDGB. Seit 1992 wird die den Nachkommen gehörende Walkmühle von einem Pächter als Ausflugslokal und Tagungshotel betrieben.

## Verlagshaus Lange & Meuche
Schon im Juli 1904 stieg der junge Buchhändler Ernst Lange bei der Wigandschen Buchhandlung als Inhaber ein und errichtete zum 1. August 1907 mit dem Buchhändler Paul Meuche eine offene Handelsgesellschaft in Leipzig. Dieses Datum markiert den Beginn einer kongenialen wirtschaftlichen Beziehung von Ernst Lange und Paul Meuche. In der folgenden Zeit gelang es den beiden Verlegern, einige bedeutsame Leipziger Verlage ohne eigenen Nachfolger wirtschaftlich zu übernehmen und in das wachsende Firmenkonglomerat Lange & Meuche einzugliedern.
Das Verlagshaus Lange & Meuche vereinte ganz unterschiedliche Verlage unter einem Dach: Abel & Müller; Anton A. & Co.; Fritz Casper, H. R. Dohrn, A. Engelhardt, Ewald & Co. Nachf., L. Fernau (Verlag Auerbachs deutscher Kinderkalender), Leipziger Verlag, Verlag Ferdinand Lomnitz (General-Vertrieb für Vaterländische Geschichte), Paul Meuche (Jaeger-Versand), Friedrich Rothbarth, Schmidt & Spring (Jugendfreund-Verlag), Friedrich W. Trotzky, Maximilian Wendel, Georg H. Wigand.

### Friedrich Rothbarth Verlag
Seit dem 2. Juni 1909 gehörte der Verlag Friedrich Rothbarth den Inhabern Ernst Lange und Paul Meuche. Der wirtschaftliche Erfolg dieses Verlages hing ganz entscheidend von der verlegerischen Tätigkeit für die aufstrebende Schriftstellerin der leichten Literatur, Hedwig Courths-Mahler, ab. Ab 1912 erschienen die Buchausgaben ihrer Romane vor allem in diesem Verlag. Während des Ersten Weltkriegs hatte der Verlag begonnen, die Romane von Courths-Mahler im Postkartenformat zu drucken und zum Versand an die Front gleich mit dem Vermerk „Für Feldpostsendungen“ zu versehen. Zu Hunderttausenden gingen diese literarischen Briefe an die Front. In den 1920er Jahren brachte der Rothbarth Verlag drei Viertel ihrer Romane als Buch heraus. Dabei kooperierte der Rothbarth Verlag eng mit den ebenfalls zu Lange & Meuche gehörenden Verlagen Ewald & Co. Nachfolger und dem Verlag moderner Lektüre G.m.b.H. (Berlin).

### Verlag Georg Wigand
Bei dem 1913 übernommenen Verlag handelt es sich um das Unternehmen von Georg Wigand (1808–1858), dem jüngeren Bruder von Otto Friedrich Wigand (1795–1870). Viele Jahre nach dem Tod von Georg Wigand übernahm im Jahr 1874 der jüngste Sohn Martin Wigand das Geschäft und führte es bis zu seinem Tode am 10. Januar 1891. Seit 1. Februar 1891 befand sich die Firma Georg Wigand im Besitz von Ferdinand Lomnitz (* 12. Dezember 1862 in Naumburg; † 21. August 1913 in Leipzig). Nach dem Tod des letzten Einzeleigentümers übernahm am 28. November 1913 eine offene Gesellschaft mit den beiden Verlagsbuchhändler Paul Meuche und Ernst Lange als Gesellschaftern den Verlag. Eine Stärke dieses Verlags waren durch Abbildungen, insbesondere durch künstlerische Zeichnungen illustrierte Bücher. Hauptsächliche Geschäftszweige waren ein Kunstverlag, Belletristik und der Originalverlag von Ludwig Richter.

### Verlag Abel & Müller
Der Leipziger Verlag Abel & Müller verlegte vor allem illustrierte Jugendschriften wie etwa Abenteuerromane aus dem Milieu der deutschen Kolonien wie von Friedrich Meister: Nimm dich in acht, Herero! (1904); Burenblut (1903); In der deutschen Südsee; Der Vampir. Eine Seegeschichte (1911). Im Verlag erschien in deutscher Übersetzung von Friedrich Meister mit Illustrationen von Eduard Klingebeil die Volksausgabe der 5 Lederstrumpf-Geschichten von J. F. Cooper: Der Wildtöter, Der letzte der Mohikaner, Der Pfadfinder, Lederstrumpf und Der alte Trapper. Abel & Müller ist aus dem Verlag Ambrosius Abel (1820–1878) hervorgegangen; 1890 wurde der ganze Jugendschriftenverlag an Hans Abel (* 1855) und Albert Müller abgetreten, die damit die neue Firma Abel & Müller begründeten, welche am 1. Januar 1892 in den Alleinbesitz von Albert Müller überging.
Der Verlag Abel & Müller wurde 1919 vom Paul List-Verlag in Leipzig erworben, der eine Reihe von illustrierten Prachtausgaben, etwa von Märchenbüchern, herausbrachte. 1925 wurde der Verlag aus finanziellen Gründen von List wieder verkauft. Im Jahr 1921 erschien bei Abel & Müller der Klassiker für die Jugend „Gullivers Reisen nach Lilliput und Brobdingnag zu den Zwergen und Reisen“ von Jonathan Swift, illustriert von Ernst Kutzer (Illustrator).

### Verlag H. R. Dohrn
Der Dresdner Verlag H. R. Dohrn verlegte beispielsweise heute zu hohen Preisen antiquarisch gehandelte Bücher von Leopold von Sacher-Masoch wie Venus im Pelz, Grausame Frauen. Hinterlassene Novellen (1901); von Johannes Jühling Die Inquisition (1903) und Rudolf Quanter Die Folter in der deutschen Rechtspflege sonst und jetzt (1903). Auch der Dohrn Verlag wurde wahrscheinlich nach dem Ersten Weltkrieg von Lange & Meuche übernommen.

### Verlag L. Fernau
Der Leipziger Verlag L. Fernau verlegte – ebenso wie der Verlag A. Anton & Co. – ab 1919 Werke des mitteldeutschen Märchenschriftstellers Johannes Gottwalt Weber, teils illustriert von Fritz Baumgarten oder Albert Ebert. Zum Angebot des Verlags gehörte ab 1887 insbesondere Auerbachs Deutscher Kinder-Kalender. Eine Festgabe für Knaben und Mädchen jeden Alters. Der Kinderkalender war ein wichtiges Standardprodukt im Verlagshaus Lange & Meuche.

### Verlag von Auerbachs Deutschem Kinderkalender
Auerbachs Kinder-Kalender erschien ab Mitte der 1920er Jahre im ausgegründeten „Verlag von Auerbachs Deutschem Kinder-Kalender Leipzig (Fernau)“. Im Jahr 1935 wurde der Einband des Kinderkalenders erstmals statt in roter in brauner Farbe und mit einem Motiv der Hitlerjugend gestaltet und auch inhaltlich stark darauf ausgerichtet. Doch schon im darauffolgenden Jahr kehrte man zum bisherigen, roten Einband und zu den gewohnten Inhalten zurück. Dies gilt als Verdienst von Albert Sixtus, der ab 1936 die Funktion des Herausgebers innehatte und als „Kalendermann“ mit Kindern aus aller Welt korrespondierte.

### Verlag A. Anton & Co.
Der Verlag A. Anton & Co. war ein Kinderbuchverlag. Schon im Jahre 1910 werden hier Andersens Märchen (Druck: Otto Wigandsche Buchdruckerei Leipzig) in einer illustrierten Fassung publiziert. Ab 1920 verlegte der Verlag die Bücher des Illustrators Fritz Baumgarten in recht hohen Auflagen. Aus diesem Verlag entwickelte sich im Jahre 1949 der von Ferdinand Schroll geführte Titania Verlag mit Sitz in Stuttgart.

## Illustrierte Zeitschriften
Technische Erfindungen wie die Schnellpresse, die Fadenheftung und die großflächige Durchsetzung der Fotografie eröffneten einen neuen Markt für periodisch erscheinende Illustrierte Zeitschriften. In diesen wachsenden Markt der Illustrierten stieg das Verlagshaus insbesondere durch Paul Meuche als Redakteur mit zahlreichen ähnlich ausgerichteten Produkten ein. Durch die Kombination von Buchverlag und Illustrierter konnte Lange & Meuche einzelne Romane durch den Vorabdruck doppelt verwerten. Zwischen 1925 und 1936 erschienen über 30 Romane von Hedwig Courths-Mahler bei periodischen Erzeugnissen wie Im traulichen Heim.

### Ewald & Co. Nachf.
Reine Romanzeitschriften gab es in Deutschland schon seit 1866; letztlich sind auch die Werke von Karl May (1842–1912) auf diesem Wege erstmals bekannt geworden und haben lange Jahre den Raum besetzt, den anschließend Hedwig Courths-Mahler mit ihren Werken eingenommen hat. Insofern stieg der Verlag Ewald & Co. mit seinem literarischen Zugpferd Courths-Mahler in einen vorbereiteten Markt ein, der sich zudem ab Mitte der 1920er Jahre und damit nach der Inflation im Umbruch befand.
Die meisten illustrierten Produkte wurden bis in die 1930er und teilweise sogar bis in die 1940er Jahre produziert. Durch die Kriegswirtschaft sowie den Tod von Paul Meuche im November 1944 ist diese gesamte Produktlinie kurz vor dem Kriegsende zusammengebrochen.

## Buch- und Zeitungsdruck
Da Lange & Meuche den Ertrag der Verlagsarbeit unter einem Dach abzuschöpfen verstanden, haben sie die ab 1906 wieder verschmolzenen Unternehmen der Verlagsbuchhandlung von Otto Wigand (Otto Friedrich Wigand, 1795–1870) und der Buchdruckerei von Walther Wigand als GmbH in das Verlagskonglomerat Lange & Meuche integriert und dann hausintern als Druckerei beauftragt.

### Buchdruckerei Otto Wigand
Die Firmen- und Familiengeschichte von Otto Wigand und seinen drei Söhnen ist von besonderem gesellschaftlichem Interesse, weil Karl Marx im Jahre 1867 Das Kapital bei der Buchdruckerei von Otto Alexander Wigand (1823–1882), dem Sohn des bekannten Verlagsbuchhändlers Otto Friedrich Wigand, in Leipzig erstmals drucken ließ. Wahrscheinlich konnten Lange & Meuche das zum 1. Juli 1906 neu als Gesellschaft aufgestellte Unternehmen „Otto Wigand Verlagsbuchhandlung und Buchdruckerei m. b. H.“ nach dem Tod der letzten Eigentümerin Thekla Wigand (* 1870) übernehmen. Damit ist die für den Druck des Kapitals verantwortliche Druckerei letztlich in das Eigentum von Lange & Meuche übergegangen und in deren Firmenkonglomerat aufgegangen. Damit wurde am Beispiel der bahnbrechenden Marx’schen Schrift unmittelbar aufgezeigt, wie der Kapitalismus funktioniert.

## Weiterführung nach 1945
Das Verlagshaus Lange & Meuche war durch den Tod dem Kompagnons Paul Meuche im November 1944 und den Zweiten Weltkrieg stark geschwächt. Langes Schwiegersohn Ferdinand Schroll entwickelte ab dem Jahre 1949 aus Teilen des Verlagshauses den Titania Verlag in Stuttgart. Der Verlag wurde von Langes Enkelkindern Gerdi Schroll (* 1934) und Wolfgang Schroll (1942–2005) als Familienbetrieb weitergeführt. Nach dem Tod des Bruders wurde der Verlag verkauft und zum 1. Januar 2007 vom Terzio Verlag als Mehrheitsgesellschafter und von Mathias Berg übernommen.